# ناحیه بلیز
ناحیه بلیز (به لاتین: Belize District) یک ناحیه در بلیز است که در شرق این کشور واقع شده‌است. ناحیه بلیز ۴٬۲۰۴ کیلومتر مربع مساحت و ۸۹٬۲۴۷ نفر جمعیت دارد.